# Tunku Naquiyuddin
Tunku Dato' Sri Utama Naquiy ud-din ibni al-Marhum Tuanku Ja'afar al-Haj (Seri Menanti, 8 marzo 1947) è un principe, diplomatico e dirigente d'azienda malese, reggente del Negeri Sembilan dal 1994 al 1999. Affascinante e disinvolto, Tunku Laxamana Naquiyuddin è stato per anni uno dei membri più noti delle famiglie reali malesi ed era generalmente previsto che sarebbe succeduto al padre come Yang di-Pertuan Besar di Negeri Sembilan. Nonostante questo è stato sorpassato nella successione da Tunku Muhriz.

## Biografia
Tunku Naquiyuddin è nato a Seri Menanti l'8 marzo 1947 ed è il figlio maggiore di Jaafar di Negeri Sembilan e Tuanku Najihah. È stato educato presso la Anderson School di Ipoh, la Tuanku Besar School di Tampin, la Junior King's School e la King's School di Canterbury. Si è poi laureato con lode in economia e commercio all'University College of Wales di Aberystwyth.
Nel 1970 è stato assunto nel Ministero degli affari esteri e tra il 1972 e il 1975 è stato secondo segretario d'ambasciata a Parigi.
Dopo aver lasciato il servizio diplomatico è diventato dirigente in diverse imprese. È stato presidente esecutivo del Antah HealthCare Group e membro del consiglio di amministrazione di quattro società pubbliche - Orix Leasing (M) Bhd., Kian Joo Can Factory Berhad, Sino Hua-An International Berhad, Ann Joo Resources Bhd. Più recentemente è entrato nel consiglio di Noble Mineral Resources Limited, una società di ricerca dell'oro quotata presso l'Australian Securities Exchange.
Tunku Naquiyuddin è stato anche membro del consiglio del Business Council for Sustainable Development un'organizzazione con sede a Ginevra, fondatore e capo della Federazione delle compagnie a proprietà pubblica, membro del Centro Canada-ASEAN e membro del comitato della borsa valori della Malesia. È patrono dell'Unione rugbystica del Negeri Sembilan e del Raintree Club di Kuala Lumpur. Dal 1987 presiede la Federazione delle compagnie a proprietà pubblica e l'Associazione malese dello sci d'acqua. È patrono dell'Associazione velistica malese e dell'Associazione di squash del Negeri Sembilan. È presidente del College Tuanku Ja'afar dal 1991, della Associazione per la conservazione della fauna della Malaysia, dell'Associazione per l'economia e il commercio Malesia-Francia, del WWF for Nature malese. È membro onorario del golf club reale del Selangor.
Filantropo appassionato, Tunku Naquiyuddin ha fondata la Yayasan Tunku Naquiyuddin, una fondazione di beneficenza che fornisce assistenza ai giovani studenti provenienti dalle famiglie povere. È anche fondatore e patrono dell'annuale mezza maratona di Seremban, in cui vengono raccolti fondi per integrare le esigenze finanziarie dei giovani atleti dello Stato.
Dal 26 aprile 1994 al 25 aprile 1999, durante il mandato del padre come Yang di-Pertuan Agong, è stato reggente del Negeri Sembilan.
Oggi è pro-cancelliere dell'Università Nazionale della Malesia.

## Esclusione dalla successione
Il 29 dicembre del 2008 il Consiglio degli undang ha proclamato Tunku Muhriz 11° Yang di-Pertuan Besar di Negeri Sembilan.
Questa decisione è stata presa in seguito a discussioni intense tra i quattro undangs. Almeno due, se non tutti e quattro si sono battuti con forza per la candidatura di Tunku Muhriz e non hanno gradito la candidatura di Tunku Naquiyuddin, figlio maggiore dell'appena defunto Tuanku Jaafar. Naquiyuddin aveva anche due fratelli più giovani che insieme a lui e a Tunku Muhriz, costituivano i principali eredi al trono. Tuanku Jaafar era asceso al trono dopo la prematura morte del fratello maggiore, il cui figlio, Tunku Muhriz, all'epoca era poco più che adolescente. Egli è stato quindi considerato troppo giovane per succedere al genitore e il trono è stato concesso a suo zio Jaafar.
A causa del basso profilo mantenuto in tutta la sua vita, Tunku Muhriz era in gran parte meno conosciuto nei circoli reali al di fuori del Negeri Sembilan rispetto a Tunku Naquiyuddin che era molto più noto. Tuttavia, Muhriz aveva intrecciato e mantenuto forti legami con gli undangs, la nobiltà in generale, i reali minori e la gente del Negeri Sembilan. Tra i suoi sostenitori poteva vantare potenti figure politiche tra cui l'ex Menteri Besar Tan Sri Isa Samad.
Noto per le sue attività di beneficenza, Tunku Naquiyuddin era anche un appassionato sportivo e una figura imprenditoriale popolare con il pubblico, facendo di lui un candidato ideale per la successione al padre. Tuttavia, egli è stato infine scavalcato quando i quattro undang, i capi territoriali, hanno scelto il cugino Tunku Muhriz.

## Vita personale
Tunku Naquiyuddin è sposato con Tunku Puan Muda Tunku Dato' Seri Nur ul-Hayati Binti Tunku Dato' Bahadur, originaria del Perlis. Hanno due figli e due figlie:
- Tunku Mohamed bin Alauddin Tunku Laksamana Dato' Seri Utama Naquiyuddin (nato il 9 febbraio 1978);
- Tunku Khair ul-Zaim bin Tunku Laksamana Dato' Seri Naquiy ud-din (nato nel 1985);
- Tunku Alia Nadira Binti Tunku Laksamana Dato' Seri Naquiy ud-din (nata nel 1980);
- Tunku Nadia Sahiya Binti Tunku Laksamana Dato' Seri Naquiy ud-din (nata nel 1982).